# Little Moreton Hall
Il Little Moreton Hall, conosciuta anche come Old Moreton Hall, è una casa con un'impalcatura mediamente complessa circondata da un fossato situata a 6,4 km a sud-est di Congleton in Cheshire, Inghilterra.
Le prime parti della casa furono erette per il ricco William Moreton, appartenente alla famiglia dei proprietari terrieri del Cheshire, tra il 1504 e il 1508, mentre il resto fu costruito a pezzi per le generazioni successive della famiglia fino al 1610. La casa rimase di proprietà della famiglia Moreton per quasi 450 anni finché la proprietà, nel 1938, passò al National Trust. La Little Moreton Hall e il suo ponte di arenaria sul fossato furono scelti dall'English Heritage come "edificio di 1º grado" e il terreno sul quale la Little Moreton Hall si erge è protetto come un "Monumento Schedato". La casa è stata totalmente restaurata ed è aperta al pubblico da aprile a dicembre tutti gli anni.
Al momento della sua massima estensione, a metà del XVI secolo, la tenuta della Little Moreton Hall occupava un'area di 1.360 acri (550 ha) e conteneva un mulino, frutteti, giardini e una fornace con martelli attivati da meccanismi idraulici.
I giardini rimasero abbandonati fino alla loro ri-creazione nel XX secolo. Poiché non era sopravvissuta nessuna testimonianza dello schema del "giardino annodato" originale, esso fu ri-piantato seguendo lo schema pubblicato nel XVII secolo.

## Storia

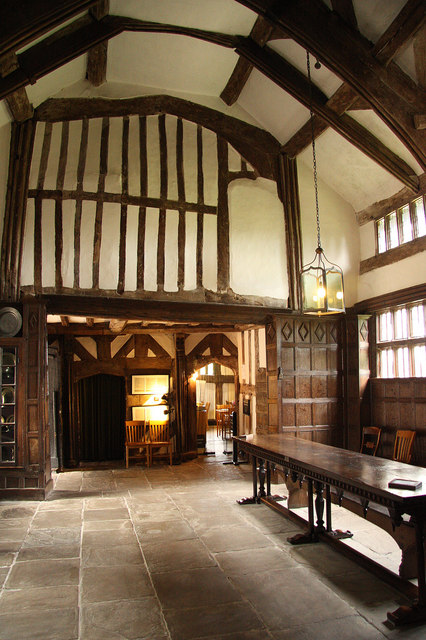
La Grande Sala, si affaccia ad ovest verso la Sala di passaggio

Il nome Moreton probabilmente deriva dalle due parole dell'inglese antico mor, che significa palude, e da tune, che significa fattoria, quindi letteralmente "una fattoria in una palude". L'area dove la Little Moreton Hall si erge oggi fu chiamata "Little Moreton" per distinguerla dal vicino borgo di Moreton-cum-Alcumlow, o Greater Moreton.
Le radici della famiglia Moreton a Little Moreton possono essere tracciate a partire dal matrimonio nel 1216 di Lettice de Moreton con Sir Gralam de Lostocks, che ereditò un terreno lì; con il passare delle generazioni de Lostocks prese il nome di Moreton.
Il nipote di Gralam de Lostocks, Gralam de Moreton, acquistò terra preziosa dai suoi matrimoni con Alice de Lymme e poi con Margery de Kingsley. Un altro nipote, John de Moreton, sposò l'ereditaria Margaret de Macclesfield nel 1329, aumentando ulteriormente la proprietà.
La famiglia acquistò terra anche dopo l'epidemia di Peste Nera nel 1348; quattro generazioni dopo John de Moreton, la famiglia possedeva 16 case, un mulino e 700 acri (280 ha) di terra, che comprendevano 560 acri di terra arata, 80 acri dedicati al pascolo, 20 acri di prato, 20 acri di foreste e 20 acri di palude.
La dissoluzione dei Monasteri, avvenuta intorno al 1150, rese disponibili ancora più opportunità per i Moreton di ampliare la loro proprietà, e durante i primi anni di governo di Elisabetta I William Moreton II possedeva due mulini ad acqua e 1360 acri (550ha) di terra valutati per £24 7s 4d, includesi 500 acri di terra arata, 500 acri di pascolo e 100 acri di torbiera.
La Little Moreton Hall appare per la prima volta in una testimonianza storica nel 1271, ma le date di costruzione calcolate recentemente risalgono all'inizio del XVI secolo.
L'arcata nord è la parte più antica della casa: costruita fra il 1504 e il 1508 per William Moretonn (morto nel 1526), essa comprende il Great Wall e la parte nord dell'ala est. Un'ala di servizio ad ovest, costruita contemporaneamente ma sostituita in seguito, anticamente dava alla casa una forma ad H. L'arcata est fu estesa verso sud nel 1508 circa per fornire ulteriori alloggi dove vivere, ma anche per accogliere la Cappella e la Stanza delle Mostre.
Nel 1546 il figlio di William Moreton, anche lui di nome William (c. 1510-63), sostituì l'ala est originale con una nuova arcata che ospitava delle stanze di servizio, un porcile, una galleria e tre stanze interconnesse sul primo piano, una delle quali aveva accesso a un guardaroba.
Nel 1559 William aggiunse un nuovo piano al livello della galleria nel Great Wall e due larghe vetrate che si affacciavano sul cortile, costruite così vicine l'un l'altra che i loro soffitti quasi si appoggiavano l'uno sull'altro. L'ala sud fu aggiunta fra il 1560 e il 1562 dal figlio di William Moreton II, John (1541-1598): essa include la portineria e un terzo piano che conteneva una galleria lunga 21 metri, che sembrava essere un ripensamento aggiunto dopo la fine della costruzione. Una piccola cucina e una casa del tè furono aggiunte all'ala sud nel 1610 circa, l'ultima aggiunta di rilievo alla casa.
Le fortune della famiglia Moreton declinarono durante la Guerra civile inglese. Essendo sostenitori della causa Royalist, essi si trovarono isolati in una comunità di Parlamentari. Il Little Moreton Hall fu requisito dai Parlamentari nel 1643 e fu usato per pagare i soldati Parlamentari. La famiglia presentò una petizione per farselo restituire e ci riuscì, e sopravvivette alla Guerra Civile continuando a essere proprietaria del Little Moreton Hall, ma dal punto di vista finanziario essi erano rovinati. Essi provarono a vendere l'intera proprietà, ma non ci riuscirono: ne venderono solo piccole parti. William Moreton morì nel 1654 lasciando debiti di $3.000-$4.000 (calcolando l'inflazione equivalevano a $12–16 milioni nel 2010). Questo costrinse i suoi eredi a ipotecare quanto rimaneva della proprietà. La famiglia non ebbe mai di nuova fortuna, e durante la fine del 1670' essi non vissero più nel Little Moreton Hall, ma lo affittarono a vari contadini. La famiglia Dale si stabilì lì nel 1841, e rimase lì per più di cento anni.
Durante il 19' secolo il Little Moreton Hall diventò "un oggetto di romantico interesse" fra gli artisti; Amelia Edwards usò la casa come ambientazione per la sua novella del 1880 Lord Brackenbury. Elizabeth Moreton, una suora anglicana, ereditò la casa praticamente inagibile dopo la morte di sua sorella Annabella nel 1982. Lei ristrutturò e arredò la Cappella, e potrebbe essere responsabile dell'inserimento delle aste di ferro per stabilire la struttura della Lunga Galleria. Nel 1912 lei lasciò in eredità la casa a un cugino, Charles Abraham, vescovo di Derby, mettendo come condizione di non venderla mai. Abraham aprì il Little Moreton Hall ai visitatori, con un biglietto di ingresso dal costo di 6d (calcolando l'inflazione £8 nel 2010) raccolti dai membri della famiglia Dale, che in cambio conducevano tour guidati della casa.
Abraham portò l'impegno di conservazione cominciato da Elizabeth Moreton finché lui e suo figlio trasferirono la proprietà al National Truust nel 1938. La famiglia Dale continuò a svolgere lavori agricoli nella proprietà fino al 1945, e fecero i custodi per il National Trust fino al 1955. Il National Trust svolse costosi lavori di riparazione e restaurazione, fra cui ricostruzione del soffitto; restaurazione di elementi dell'aspetto originario del salone, e rimossero qualche motivetto dipinto durante i primi lavori di restaurazione. LO schema familiare in bianco e nero è un abbellimento introdotto dai Vittoriani; originariamente le travi di quercia sarebbero state lasciate grezze e si sarebbe aspettato che invecchiando cambiassero naturalmente colore verso l'argento, e sarebbero diventate infine ocra. Nel 1977 si scoprì che le lastre di pietra del soffitto dell'arcata sud erano diventate pericolanti, e cominciò un lavoro di riparazioni strutturali in sei fasi, di cui l'ultima fase fu completata nel 1992. I legnami di ricambio sono stati lasciati grezzi.

## Casa
La struttura è molto irregolare: tre arcate asimmetriche formano un cortile interno di sassi.
Un libro del National Trust descrive la Little Moreton House come presa direttamente da una fiaba, una casa appariscente. L'aspetto strano e appariscente, simile a un'arca di Noe fissata, è dovuto alla lunga galleria che corre lungo la parte inferiore sud del piano superiore.

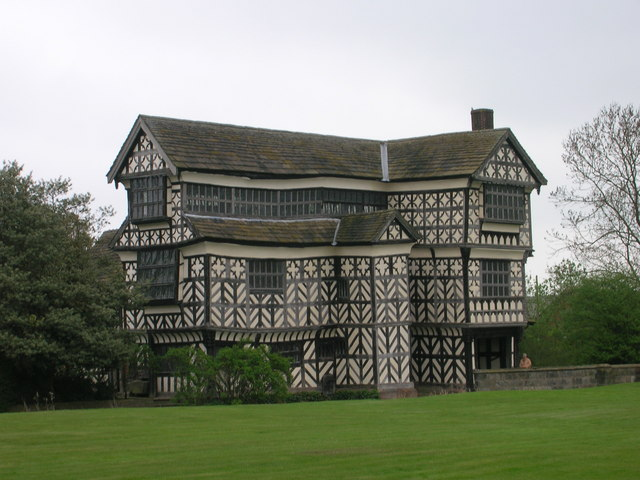
L'arcata nord del Little Moreton Hall, costruita a metà del 16' secolo. Il peso della galleria con vetri del terzo piano, possibilmente aggiunta quasi alla fine della costruzione, ha fatto curvare e deformare i piani inferiori.

### Stile
La costruzione durata 100 anni del Little Moreton Hall coincide con il Rinascimento inglese, ma la casa è decisamente medievale nello stile, eccettuate alcune decorazioni rinascimentali come i motivi nella Portineria, i camini Elisabettiani e l'uso 'stravagante' del vetro.

### Struttura portante
La struttura portante è totalmente in legno tranne tre comignoli in mattoni e qualche addossamento in mattoni aggiunto successivamente. Simon Jenkins ha descritto il Little Moreton Hall come "una festa della falegnameria medievale", ma la tecnica di costruzione non coincide con quella delle case del Cheshire di quel periodo ovvero una struttura portante in legno di quercia messa su fondamenta di pietra.

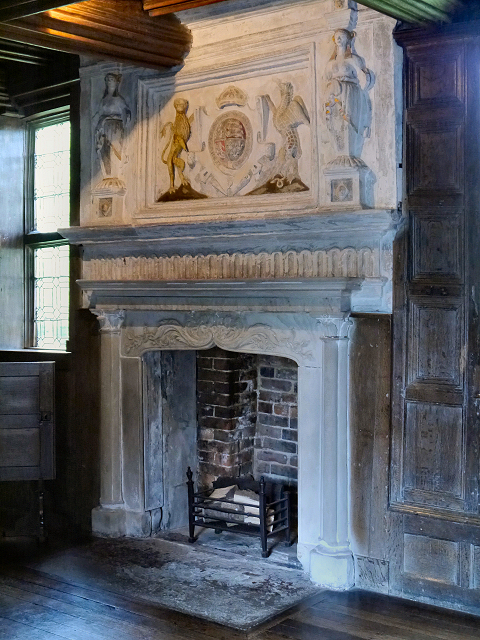
Camino elisabettiano nel Salotto

### Decorazioni

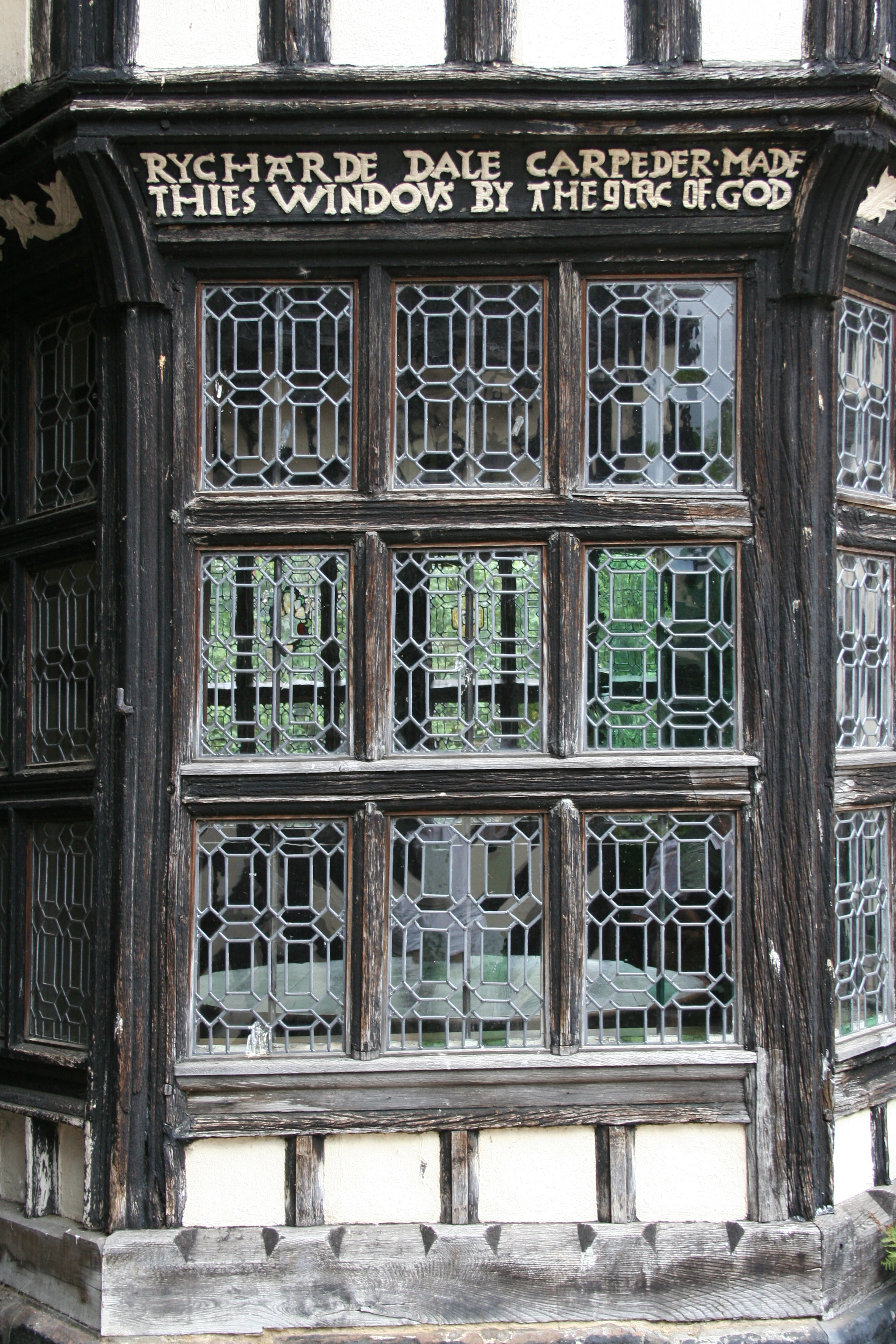
Sezione della finestra rientrata della Sala
del Ritiro, che mostra il motivo dei riquadri

Bracieri di quercia diagonali che creano chevron e losanghe adornano le facciate. Il motivo a spina di pesce con quadrifogli sul retro, che può essere visto anche ad Haslington e Gawsworth Halls, è una caratteristica tipica dei lavori del XV secolo, mentre i motivi a losanghe, il profilo centrale continuo e la mancanza di quadrifogli sulla facciata principale sono tipici dei lavori elisabettiani della prima parte del 16' secolo. L'arcata sud che contiene la portineria, l'ultima a venire conclusa, ha legnami più chiari con una maggiore varietà di motivi decorativi. La struttura in legno è completata da un tamponamento e da mattoni fiamminghi, o finestre. La finestra contiene 30.000 vetri piombati conosciuti come quadretti, sistemati in motivi a forma di quadrati, rettangoli, losanghe, cerchi e triangoli, che completano la decorazione sulle strutture in legno. Gran Parte dei vetri originali del 16' secolo è sopravvissuta e mostra le variazioni di colore tipiche del vetro antico. Sono visibili antichi graffiti. Le parti più antiche della struttura in legno sono decorate, e la muratura di qualcuno dei camini ha parti in mattoni blu.

### Terreno e strutture esterne

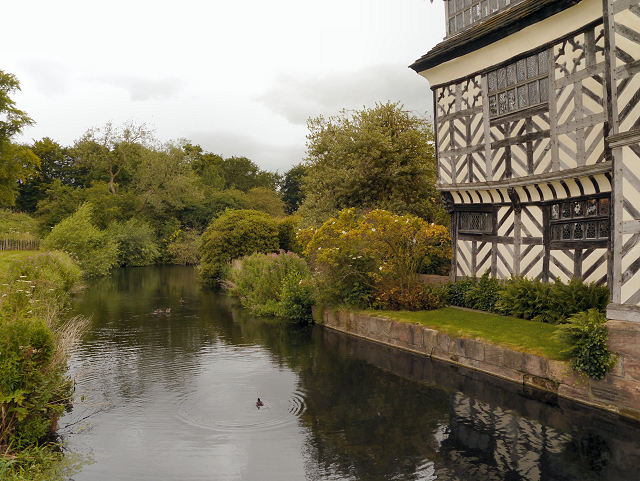
Il fossato del Little Moreton Hall

La casa si erge su un'isola circondata da un fossato largo 10 metri, che probabilmente fu scavato nel 13' o 14' secolo per rinchiudere una costruzione precedente sul posto. Non ci sono prove che il fossato avesse una funzione difensiva, e come altri luoghi con fossato esso probabilmente era solo uno status symbol. Un ponte di arenaria guida verso una portineria nell'arcata sud a tre piani, il quale ha ognuno dei suoi due piani superiori sporgente sul piano inferiore. Come tipico delle case a graticcio del Cheshire le sporgenze a strapiombo sono nascoste da insenature, le quali hanno una decorazioni di quadrifogli ricorrente. La portineria guida a un cortile rettangolare, con il Grande Salone all'estremo nord. La torre a due piani sulla sinistra contiene i bagni, che si svuotano direttamente nel fossato. La studiosa di architettura storica Lydia Greeves ha descritto l'interno del Little Moreton Hall come "una conigliera senza corridoi, con ogni stanza che guida in un'altra, e quattro scale che uniscono i vari livelli". Qualcuna delle grandiose stanze ha dei camini e dei pannelli in legno carini, ma altri sono "poco più che armadi".

## Piano terra

Piano terra.
Legenda: 1.Grande Salone, 2.salotto, 3.guardaroba, 4.Scale private
5.Stanza delle mostre, 7.Cappella, 8.Cancello, 9. Deposito del grano,
10.Portineria, 11.Ponte, 12.Guardaroba, 13.Distilleria (ora bagni pubblici)
14.Negozio, 15.Ristorante, 16.Sala di passaggio, 17.Veranda
18.Cortile, 19.Canile.
Le aree in giallo non sono aperte al pubblico.

Per entrare nel grande salone al centro dell'arcata nord bisogna passare per la veranda e per la Stanza di passaggio, una caratteristica comune nelle case di quel periodo, presente per proteggere gli occupanti dalle correnti d'aria. Sebbene i divisori al momento manchino, essi sarebbero potuti essere a sé stanti come a Rufford Old Hall. La veranda è decorata con intagli elaborati. Il soffitto della sala principale è supportato da capriate ad arco, le quali sono decorate da motivi intagliati fra cui dragoni. Il pavimento, ora lastricato, probabilmente originariamente dovrebbe essere stato coperto di terra, con un cuore centrale. La finestra a capanna verso l'interno che si affaccia sul cortile dall'alto fu aggiunta nel 1559. L'ala di servizio originale, a est del grande salone, a ridosso della separazione, fu ricostruita nel 1546, e ospitava una cucina, una burreria e una dispensa. Un condotto segreto fu scoperto durante un'indagine del 19' secolo di due stanze segrete sopra la cucina. Esso le connetteva a un tunnel che guidava al fossato, il cui ingresso è stato poi riempito. L'arcata est oggi ospita il negozio dei regali e il ristorante.
Un portone dietro a dove la famiglia si sarebbe dovuta sedere alla fine del salone porta al salotto, conosciuto come il Piccolo Salotto nei documenti sopravvissuti del 17' secolo. Insieme alla Stanza del Ritiro e al Gran Salone il salotto è strutturalmente parte dell'edificio originale. Il pannellamento di legno è un'aggiunta georgiana, dietro la quale nel 1976 fu scoperto il pannellamento dipinto originale. La decorazione consiste in imitazioni dipinte di marmo e intarsio, e scene Bibliche, alcune delle quali furono dipinte direttamente sull'intonaco e altre su carta che fu poi incollata sul muro. "Disegnate crudelmente" ma ciononostante "elaborate", i dipinti raccontano la storia di Susanna e gli Elder dall'Apocrypha, "uno dei temi preferiti dai protestanti". La testa con ciuffo a lupo della famiglia Moreton e le iniziali "J.M." suggeriscono una data precedente alla morte di John Moreton nel 1598. Una decorazione dipinta in modo simile si trovava nelle case Cheshire nel tardo 16' secolo e nel primo 17' secolo.
Una scala privata tra il salotto e la Sala delle mostre guida al primo piano. La Sala delle Mostre ha un rivestimento a pannelli intagliato del 16' secolo, e un soffitto a cassettoni modellato, che probabilmente risale al 1559 quando fu aggiunto il soffitto del Grande Salone. Le due finestre nascondono la seguente inscrizione sotto di loro (inglese arcaico):
"God is Al in Al Thing: This windous whire made by William Moreton in the yeare of Oure Lorde MDLIX. Richard Dale Carpeder made thies windous by the grac of God."
"Dio è Tutto in Tutte le Cose: Questa finestra fu fatta da William Moreton nell'anno del Oure Lorde MDLIX (1559). Richard Dale Carpeder fece queste finestre attraverso l'ispirazione di Dio."
La testa con capigliatura da lupo appare anche nelle vetrate del tardo 16' secolo nella Sala delle Mostre.
Il camino in questa stanza è decorato con Cariatidi femmine e rappresenta gli eserciti di Elisabetta I; il suo intonaco sarebbe originariamente stato dipinto e dorato, e tracce di ciò sono ancora presenti.
William Moreton III usava quella che oggi è conosciuta come Stanza delle Esibizioni come camera da letto nel 1650 circa; essa è accessibile attraverso una porta dall'adiacente sala delle mostre. Dopo la morte di William nel 1654 i suoi figli Ann, Jane e Philip divisero la casa in tre aree separate dove vivere. Ann, il cui alloggio era nella Sala della Preghiera superiore, usò poi la Sala delle Esibizioni come cucina. La cappella adiacente, cominciata nel 1508, è accessibile tramite un portone dal cortile. La cappella contiene dipinti a tempera in stile Rinascimentale, probabilmente risalenti al tardo 16' secolo. I soggetti includono passaggi tratti dalla Bibbia. Essa è separata dalla navata da un muro di quercia e si estende verso est dalla pianta principale della casa, con un soffitto molto più alto. Il vetro colorato del muro est del cancello è un'aggiunta del 20' secolo installata da Charles Abraham, l'ultimo possessore privato del Little Moreton Hall, come un regalo di addio mentre trasferiva la proprietà al National Trust.
Il deposito di mais adiacente alla Cappella potrebbe essere stato usato originariamente come alloggio per un guardiano del cancello o per uno steward. Nel tardo 17' secolo fu convertito in un deposito per il grano alzando il pavimento per proteggere il contenuto dall' umidità. Cinque bidoni di quercia forse contenerono orzo per la Casa di Distilleria, ora usata come bagno.

## Primo piano

Primo piano.
Legenda: 1.Grande Salone, 2.Sala delle preghiere,
3.Cancello, 4.Sala degli ospiti, 5.Porcile,
6.Guardaroba, 7.Salotto degli ospiti,
Camera della distilleria.
Le aree in giallo non sono aperte al pubblico

La sala degli ospiti e l'adiacente veranda occupano lo spazio al di sopra dell'entrata del cortile e della Portineria. Essi sono accessibili sia attraverso il portone dell'adiacente Sala della Preghiera sia attraverso una scala all'estremo sud del cortile che guida alla Long Gallery sul piano superiore. Il pianerottolo del primo piano guida a un passaggio fra la Sala degli ospiti e il Salotto degli ospiti, verso la torre guardaroba visibile da davanti alla casa. Un passaggio vicino all'entrata del Salotto degli ospiti permette di accedere Camera della Distilleria, la quale è sopra la Distilleria. La camera della Distilleria probabilmente fu costruita come alloggio dei servi, e originariamente accessibile un portello sul soffitto della Distilleria sottostante. Nel 1650 circa la Sala degli Ospiti era chiamata Camera di Mister Booth, che oltre che essere lo genealogista Jack Booth di Tremlowe, era anche un cugino e un amico di famiglia dei Moreton e un inquilino regolare. Le sue mensole molto intagliate, inserite non solo per un effetto decorativo me per supportare il peso della Lunga Galleria Superiore, risalgono al 1660. Quella che oggi è conosciuta come la Sala della Preghiera, originariamente era la stanza della prima figlia di Moreton Ann, La cui cameriera occupava la stanza adiacente.
I pavimenti delle stanze a questo livello sono fatti a partire da intonaco di calce e cenere pressato su una base di paglia e listelli di quercia, che avrebbe dovuto offrire un po' di protezione dal sempre presente rischio di incendi. Tutte le stanze del primo piano dell'arcata est eccetto la Sala della Preghiera sono chiuse al pubblico, e qualcuna è stata convertita in alloggi per lo staff del National Trust che vive lì. La stanza dell'Educazione nell'arcata est, sopra la quale oggi si trova il ristorante, nel 1550 circa fu un solario, e ora è usata dalle scolaresche in visita.

## Piano superiore

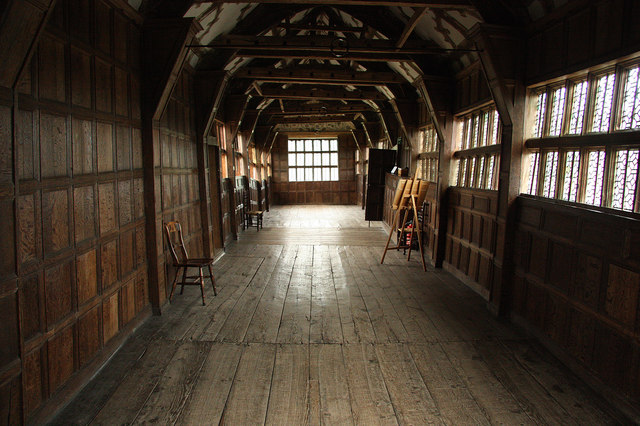
La Lunga Galleria, guardando ovest.

La Lunga Galleria, che corre per l'intera lunghezza dell'arcata sud ha il soffitto fatto con lastre di pietrisco, il peso del quale ha fatto inclinare e curvare i piani sottostanti. Gli studiosi di architettura storica Peter de Figueiredo e Julian Treuherz lo descrivono come "uno spazio gloriosamente lungo e storto, le larghe assi del pavimento si muovono su e giù come onde e i muri si sporgono in fuori ad angoli differenti". Le traverse in mezzo al muro rinforzato da archi probabilmente furono aggiunte nel 17' secolo per evitare che la struttura si squarciasse sotto il peso.
La lunga Galleria ha banda quasi continue di finestre sui suoi lati più lunghi verso nord e a sud, verso una finestra verso ovest; una finestra corrispondente all'estremo est ora è bloccata. I timpani finali hanno decorazioni intonacate del Destino e della Fortuna, copiate dal Castle of knowledge (Castello della conoscenza) di Robert Recorde. Le inscrizioni dicono "La ruota della fortuna, la cui regola è l'ignoranza" e "La sfera del destino, la cui regola è la conoscenza". La Lunga Galleria è sempre stata scarsamente arredata, e sarebbe stata usata per esercitarsi in caso di intemperie e come una sala giochi: quattro palle da tennis del primo 17' secolo sono state trovate sotto il rivestimento a pannelli di legno.
La veranda superiore che porta alla Lunga Galleria, forse originariamente era usata come "un rifugio dal divertimento e dai giochi, fu arredata come una camera da letto nel 1650 circa. Il camino contiene figure di Giustizia e Misericordia, e il suo pannello centrale contiene il giubbotto di Moreton con le armi insieme a quello della famiglia Macclesfield, per celebrare il matrimonio fra John de Moreton e Margaret de Maccsfield nel 1329.

## Mobili
Solo tre mobili dell'arredamento originale della casa sono sopravvissuti: un largo tavolo da mensa, un largo armadio descritto come "armadio delle scatole" in un inventario del 1599, possibilmente usato per conservare le spezie, e un "grande tavolo tondo" presente nello stesso inventario. Il tavolo da mensa e l'armadio sono mostrati nel Grande Salone, e il tavolo tondo nel salotto, dove il suo schema ottagonale suggerisce che è stato progettato per stare vicino alla finestra interna. Eccetto per questi pezzi, e una collezione del 17' secolo di stoviglie in peltro in una vetrina nel muro ovest del Grande Salone, la casa è mostrata con stanze spoglie.

## Giardini e proprietà
Nella metà del XVI secolo la tenuta di Little Moreton Hall era nella sua massima espansione, con un'area di 1360 acri (550 ettari) e includeva tre mulini ad acqua, e uno di questi veniva usato per macinare il grano. I contorni della vasca usata per produrre energia per la macina del grano sono ancora visibili, nonostante il mulino sia stato demolito nel 19' secolo. La famiglia Moreton ha posseduto una fonderia per il ferro nell'est della proprietà a partire dalla fine del 15' secolo, e gli altri due mulini erano usati per guidare i suoi martelli attivati dalla forza dell'acqua. La diga della vasca artificiale che procurava acqua per i mulini dei forni, conosciuta come Smithy Pool, è sopravvissuta, però la vasca no. Il forno fu chiuso all'inizio del 18'secolo, e la vasca e il fossato di conseguenza furono usati per allevare carpe e pesci dottore. Nel 1750 circa le principali fonti di guadagno della proprietà erano l'agricoltura, la produzione di legno, l'allevamento di pesci, e affitti di proprietà.
I primi riferimenti a un giardini a Little Moreton Hall vengono da qualche conto di casa de l17' secolo che si riferivano al giardiniere e all'acquisto di qualche seme. Philip Moreton, che si occupava della proprietà per il suo fratello maggiore Edward nel 1650 circa, lasciò una considerevole quantità di informazioni sullo schema e sulle piante dell'area del giardino all'interno del fossato, ad est della casa. Egli scrisse di un giardino delle erbe, un giardino delle verdure, e un vivaio per far crescere gli alberi da frutto finché non fossero stati pronti per essere trasferiti al frutteto probabilmente situato a sud e ad est della casa, dove il frutteto è oggi.
Durante il 20' secolo i giardini a lungo abbandonati furono ripiantati in uno stile simile al periodo Tudor. Il Giardino annodato fu piantato nella prima parte degli anni '80, con un motivo preso da Complete English Gardener di Leonard Meager pubblicato nel 1672. L'intricato motivo del giardino può essere visto da uno dei due tumuli per vedere originali, comuni nel giardinaggio regolare dell 16' secolo, uno all'interno del fossato e l'altro a sud-ovest. Altre caratteristiche dei terreni includono un tunnel di tasso e un frutteto che faceva crescere frutti che sarebbero stati familiari agli abitanti Tudor della casa: mele, pere, cotogne e nespole.

## Superstizione e caccia
Durante l'ultimo importante lavoro di restaurazione,18 "vari stivali e scarpe" furono trovate nascoste all'interno della costruzione, tutti risalenti al XIX secolo. Le scarpe furono nascoste per difendere gli inquilini da demoni, fantasmi o streghe, o per incoraggiare la fertilità delle donne che vi abitavano.
Come molti edifici antichi, Little Moreton Hall ha storie di fantasmi; si dice che una signora grigia tormenti la lunga galleria, e che si sia sentito un bambino singhiozzare intorno alla cappella.

## Situazione odierna
Il Little Moreton Hall è aperto al pubblico da aprile a dicembre tutti gli anni. Il piano terra dell'arcata ovest è stato rimodellato per includere un ristorante, una sala del tè e un negozio di regali. Le Messe sono tenute tutte le domeniche nella Cappella da aprile a ottobre. Il National Trust offre visite serali con fantasmi intorno alla casa ogni Halloween. Come altre proprietà della National Trust, il Little Moreton Hall si può affittare come ambientazione per film; nel 1966 esso fu una delle ambientazioni per l'adattamento di Daniel Defoe di Moll Flanders per la rete televisiva Granada.